# Піддворишки (Воронівський район)
Піддворишки або Піддворища (біл. вёска Падварышкі) — село в складі Воронівського району Гродненської області, Білорусь. Село підпорядковане Бенякінській сільській раді, розташоване в північно-східній частині області.

## Цікаві факти
Кількість мешканців у селі зменшується:
- 1999 рік — 505 осіб
- 2010 рік — 383 осіб

Село знаходиться на західній межі Білорусі та Литви, тому неподалік нього (в 5 кілометрах) знаходиться білорусько-литовський кордон та селище Беняконі (із залізничною станцією).
Саме село відоме здавна (перші згадки датуються 1690 роком), як панське поселення-маєток, в якому було  споруджено панський двір його перших власників (а це були Францішек і Софія Римша). Крім того, поруч маєтку (який зберігся й до сучасних часів) було розбито парк, на 3 гектарах.